# Opactwo La Ferté
La Ferté – pierwszy z czterech klasztorów założonych przez cystersów jako tzw. wielkich filii (opactw siostrzanych) opactwa Cîteaux. Klasztor utworzony został w 1112. Położony w Lesie Bragny na brzegu rzeki Grosne (departament Saône-et-Loire).
Z opactwa La Ferté wywodzi się 11 filii klasztorów cysterskich, w tym 5 bezpośrednich oraz 6 pośrednich. Pośród nich jest pierwszy klasztor cysterski położony poza Francją. Z La Ferté wywodził się pierwszy z biskupów cysterskich, św. Piotr z Tarentaise. Opat Bartłomiej (1124-1160) potroił dochody opactwa – doprowadziło to jednak do zazdrości i sporów.
Biblioteka opactwa uległa rozproszeniu, lecz zachowały się z niej ważne manuskrypty datowane na 1134, przechowywane w bibliothèque municipale w Chalon-sur-Saône (ms. 7-9). XII-wieczny kościół z ośmioma kaplicami nie zachował się, znany jednak jest jego plan. Zachowały się natomiast zabudowania pochodzące z XVII i XVIII wieku (pałac opacki). 
Od czasów rewolucji francuskiej opactwo zniesione, na jego miejscu istnieje posiadłość prywatna (Château de la Ferté).

## Bibliografia

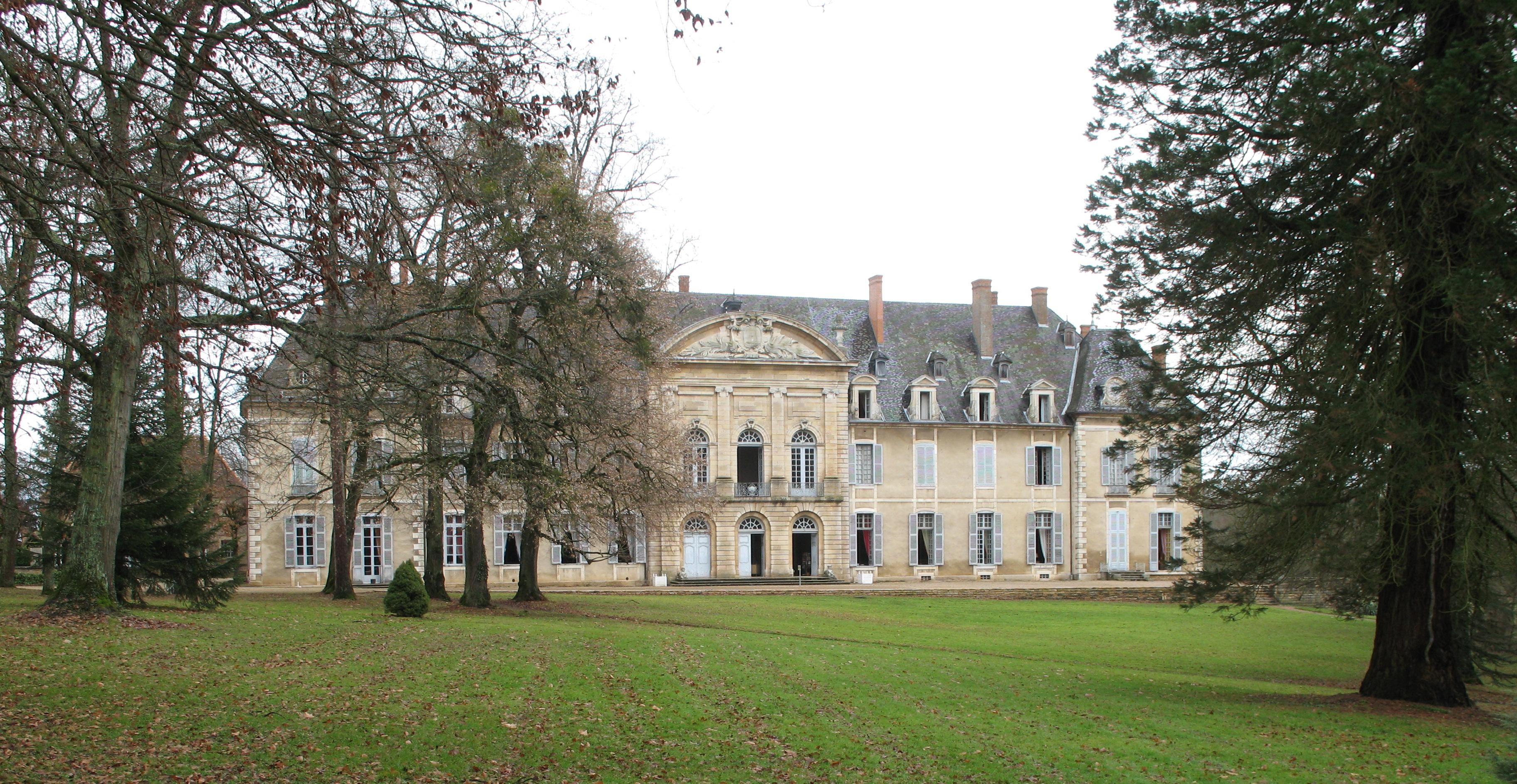
Fasada domu opata, współcześnie Château de la Ferté